# 마이크로 포서즈 시스템
마이크로 포서즈 시스템(Micro Four Thirds System)은 컴팩트 디지털 카메라 디자인과 개발을 위해 2008년 8월 5일 파나소닉과 올림푸스에서 만든 표준이다. 마이크로 포서즈 시스템은 여러 제조사들의 렌즈와 컴팩트 카메라를 상호 교환해서 사용할 수 있도록 호환성을 제공한다. 마이크로 포서즈 시스템은 디지털 SLR 카메라를 위해 디자인 된 포서즈 시스템의 이미지 센서 크기와 규격을 공유한다. 마이크로 포서즈 시스템은 포서즈 시스템과는 달리 미러와 펜타프리즘이 제거되었으며 포서즈 시스템의 렌즈와 호환되지 않는 더 작아진 렌즈 마운트를 제공한다. 이로 인해 마이크로 포서즈 시스템의 카메라는 포서즈 시스템의 카메라보다 더욱 작아진 크기로 설계할 수 있다. 포서즈 시스템 전용으로 설계된 렌즈를 마이크로 포서즈 시스템 카메라에 어댑터를 통해 사용할 수 있다. 하지만 마이크로 포서즈 시스템 전용으로 설계된 렌즈는 포서즈 시스템 카메라에서 사용할 수 없다.
2008년 후반기에 파나소닉은 마이크로 포서즈 시스템용 카메라와 렌즈들을 발표했으며 마이크로 포서즈 시스템의 첫 번째 카메라는 파나소닉 Lumix DMC-G1이다. 올림푸스도 마이크로 포서즈 시스템을 기반으로 한 카메라의 개발을 발표했으며 2009년 7월, 올림푸스 PEN 시리즈 60주년 기념으로서 마이크로 포서즈 기반의 컴펙트형 DSLR인 E-P1 모델이 출시되었다.
파나소닉과 올림푸스는 이 표준이 다른 기업에도 공개되어 있다고 언급하였으나 자세한 규격 및 로고의 사용 권한은 포서즈 협회에 위임되어 있다.

## 센서 크기와 종횡비

일반적으로 많이 쓰이는 카메라의 센서 크기 비교표 (기준:35mm 필름)

포서즈 시스템과 마이크로 포서즈 시스템의 이미지 센서는 일반적으로 4/3 인치, 또는 4/3 타입 센서로 불린다. 센서의 크기는 총 면적 18.0x13.5mm (22.5mm 대각선) 에 17.3x13.0mm (21.64mm 대각선)의 유효 면적을 가지고 있다. 이 센서의 면적은 타 제조사들의 DSLR에서 쓰이는 APS-C 규격의 센서와 비교하여 30~40% 적은 면적을 가지고 있지만 일반적인 컴팩트 카메라의 1/2.5 인치 센서보다 9배 이상 큰 면적이다.
포서즈 시스템은 일반적인 컴팩트 카메라와 같은 4:3 종횡비를 사용하지만 다른 APS-C DSLR 및 35mm 풀프레임 DSLR 은 전통적인 35mm 필름 포맷에서 쓰이는 3:2 종횡비를 사용한다. 2006년에 출시된 포서즈 시스템 카메라 파나소닉 Lumix DMC-L1 은 사진의 위 아래를 잘라내어 16:9, 3:2 종횡비를 제공한다. 2008년에 출시된 포서즈 시스템 카메라 올림푸스 E-30 은 16:9, 3:2를 포함하여 3:4, 5:4, 6:5, 6:6, 7:6 의 보다 다양한 종횡비를 지원하지만 DMC-L1 과 동일하게 센서의 크기는 이전 포서즈 시로로로 확장된 영역을 포함하여 센서 전체를 사용하는 종횡비의 촬영 기능은 제공하지 않는다.

## 렌즈 마운트
마이크로 포서즈 시스템의 렌즈 마운트는 바요넷(bayonet) 타입에 대략 20mm 의 플랜지백 거리를 가지고 있다. 이는 포서즈의 플랜지백 거리의 절반보다 약간 큰 거리이다. 마이크로 포서즈 시스템 표준에 맞춰 설계된 카메라는 미러가 없다. 따라서 카메라는 라이브뷰 전자 디스플레이 (LCD 스크린 또는 전자 뷰파인더) 또는 독립된 광학 뷰파인더를 사용한다. 마운트 직경은 포서즈 시스템용 마운트보다 6mm 작다. 마이크로 포서즈 시스템의 렌즈 마운트는 포서즈 시스템의 렌즈 마운트의 신호 접점 9 개 보다 2개 많아진 11 개의 접점을 가지고 있다. 포서즈 시스템용 렌즈는 별도의 어댑터를 사용하여 마이크로 포서즈 시스템 카메라에 장착할 수 있다. 마이크로 포서즈 시스템의 짧은 플랜지백 거리를 활용하여 타 회사들의 다양한 마운트의 렌즈들을 사용할 수 있다. 2009년 3월 현재 마이크로 포서즈 시스템용 카메라는 모든 마이크로 포서즈 시스템 전용 렌즈와 일부 포서즈 시스템 전용 렌즈에 컨트라스트 검출 AF 기능을 제공한다.

## 장점과 단점 및 기타 요소
현존 컴팩트 디지털 카메라(렌즈 교환이 불가능하고 마이크로 포서즈의 센서보다 더 작은 크기의 센서를 장착한 카메라) 들과 비교하여 마이크로 포서즈 시스템은 작은 크기에 렌즈 교환 기능 및 포서즈 시스템에서 쓰이는 보다 큰 면적의 센서를 제공한다. 마이크로 포서즈 시스템의 카메라는 포서즈 시스템의 카메라보다 작은 크기에 가벼운 무게를 가지고 있지만 컴팩트 디지털 카메라보다 크고 무겁다.
심도는 컴팩트 디지털 카메라보다 얕으며 포서즈 시스템 카메라와 동일하고 35mm 풀프레임 카메라보다는 깊다. 위의 특징들은 상황에 따라 다른 카메라에 비교해서 장점 및 단점이 될 수 있다. (일반적으로 포트레이트 촬영에선 얕은 심도가 선호되고 파노라마 풍경 촬영에선 깊은 심도가 선호된다.)

### 포서즈 시스템 및 여타 DSLR 카메라와 비교했을 때

#### 장점
- 더 작고 가벼운 렌즈가 가능하다. 포서즈가 수직입사를 필수적으로 요구하는 것과는 달리 마이크로 포서즈용 렌즈는 설계시 수직입사의 제약이 없다. 이 특징과 함께, 더욱 짧아진 플랜지백 거리 및 미러의 제거로 인해 레트로포커스 (retro-focus)식 디자인의 렌즈를 꼭 설계할 필요가 없어졌으며, 이는 훨씬 작아지고 저렴한 표준 화각 및 광각 렌즈들을 설계 가능하게 만든다.
- 직접 센서를 통해 들어오는 신호를 라이브뷰를 지원하는 전자식 뷰파인더를 통해 볼 수 있기 때문에 광학식 뷰파인더 보다 촬영순간의 정확한 노출, 컨트라스트, 구도를 알 수 있다.
- 컨트라스트 검출 AF 시스템을 사용하기 때문에 위상차 검출 AF 시스템의 정확성 문제를 피할 수 있다.[4] 이는 실은 검출 방식과는 무관하며 센서 면에서 초점을 맞추기 때문에 정확한 것이다. 올림푸스 E-M1은 컨트라스트 검출 AF 뿐만 아니라 위상차 검출 AF 시스템도 동시에 사용하는데, 모두 센서 면에서 초점을 잡으므로 별도의 광학계로 인한 오차가 발생할 우려가 없다.
- 짧은 플랜지백 거리로 인해, 렌즈 마운트 어댑터 사용시 보정렌즈 등이 필요하지 않기 때문에, 다양한 종류의 구형 수동 조작 렌즈를 사용할 수 있다.

#### 단점
- 전자식 뷰파인더에서 저조도 환경일 경우 노이즈가 보인다.
- 135 포맷 및 APS-C 포맷을 사용한 여타 DSLR 카메라보다 센서 크기가 상대적으로 작기 때문에,
동일한 성능수준의 135 포맷 또는 APS-C 포맷의 카메라와 비교할 경우 신호대잡음비(SNR), 다이나믹 레인지,및 얕은 심도의 표현에서 불리하다.
- 전자식 뷰파인더에서 눈치채기 힘들 정도로 약간의 랙이 존재한다.

### 컴팩트 디지털 카메라와 비교했을 때

#### 장점
- DSLR 과 같이 렌즈 교환이 가능하다. 교환 렌즈에 따라서 초광각부터 장망원까지 광범위한 화각을 연출할 수 있다
- 컴팩트에 비하여 고성능 고화질의 렌즈를 사용할 수 있다. 물론 일부 컴팩트 카메라 (하이엔드)의 경우 줌 20배 등의 성능을 가진 고성능의 제품도 있으나 사진의 화질면에서 렌즈교환식이 우위를 보인다.
- 5~9배 이상 큰 이미지 센서 크기 덕분에 저조도 환경과 고감도 성능이나 다이나믹 레인지 성능에서 유리하다.

#### 단점
- DSLR 과 같이 렌즈 교환시 센서에 이물질이 들어갈 수 있다. 그러나 현재 마이크로 포서즈 시스템 카메라는 효과적인 먼지 제거 장치를 내장한다.
- 컴팩트 디지털 카메라인 올림푸스 SP-590UZ 의 26배 같은 초고배율 줌렌즈가 존재하지 않기 때문에 렌즈를 교환해야 한다.
- 모든 미러리스 제품의 경우처럼 마이크로 포서즈 카메라도 경량화에는 한계가 존재하며, 따라서 컴팩트 카메라에 비하여 크고 무거운 단점이 있다.

## 마이크로 포서즈 시스템 카메라를 제조하는 회사
- 파나소닉
- 올림푸스

### 마이크로 포서즈 시스템 카메라
파나소닉 Lumix DMC-G1 은 2008년 11월에 발매된 마이크로 포서즈 시스템 최초의 카메라이다. 스위블 액정과 35mm 필름 카메라의 뷰파인더 크기와 동일한 대형 전자 뷰파인더를 탑재하고 외관은 동사에서 출시되었던 Lumix DMC-L10 과 비슷하다.
파나소닉 Lumix DMC-GH1
은 DMC-G1 과 동일한 외양에 1080p 의 동영상 녹화 기능을 탑재한 카메라이다.
올림푸스에서는 2009년 7월, PEN E-P1이라는 모델명으로 마이크로 포서즈 규격 DSLR을 출시하였다.
- Panasonic Lumix DMC-G1, - 2008년 11월
- Panasonic Lumix DMC-GH1, - 2009년 4월
- OLYMPUS PEN E-P1, - 2009년 7월
- Panasonic Lumix DMC-GF1, - 2009년 9월
- OLYMPUS E-P2 (EP2), - 2009년 12월
- OLYMPUS E-PL1, - 2010년 3월
- Panasonic LUMIX DMC-G2, - 2010년 6월
- Panasonic LUMIX DMC-G10, - 2010년 10월
- Panasonic LUMIX DMC-GH2, - 2010년 12월
- Panasonic LUMIX DMC-GF2, - 2010년 12월
- OLYMPUS E-PL1s, - 2010년 12월

## 마이크로 포서즈 렌즈
마이크로 포서즈에서 어댑터 DMW-MA1/MMF-1,2,3 을 통해 포서즈 렌즈를 사용할 수 있다. 하지만 일부의 렌즈만 마이크로 포서즈 카메라에서 AF 기능을 쓸 수 있으며 미지원 렌즈들은 MF 로만 쓸 수 있다. AF 지원 목록에 있는 포서즈 렌즈들도 펌웨어가 지원하지 않을 경우 펌웨어 업데이트 가 필요할 수 있다.
- Olympus BCL-0980 9mm 1:8.0
- Olympus M.Zuiko Digital ED 9-18mm 1:4.0-5.6
- Olympus M.Zuiko Digital ED 12mm 1:2.0
- Olympus M.Zuiko Digital ED 12-40mm 1:2.8 Pro
- Olympus M.Zuiko Digital ED 12-50mm 1:3.5-6.3 EZ
- Olympus M.Zuiko Digital 14-42mm 1:3.5-5.6
- Olympus M.Zuiko Digital 14-42mm 1:3.5-5.6 II
- Olympus M.Zuiko Digital 14-42mm 1:3.5-5.6 II R
- Olympus M.Zuiko Digital 14-42mm 1:3.5-5.6 EZ
- Olympus M.Zuiko Digital 14-150mm 1:4.0-5.6
- Olympus M.Zuiko Digital 14-150mm 1:4.0-5.6 II
- Olympus BCL-1580 15mm 1:8.0
- Olympus M.Zuiko Digital 17mm 1:2.8
- Olympus M.Zuiko Digital 17mm 1:1.8
- Olympus M.Zuiko Digital 25mm 1:1.8
- Olympus M.Zuiko Digital ED 40-150mm 1:4.0-5.6
- Olympus M.Zuiko Digital ED 40-150mm 1:4.0-5.6 R
- Olympus M.Zuiko Digital ED 40-150mm 1:2.8 Pro
- Olympus M.Zuiko Digital 45mm 1:1.8
- Olympus M.Zuiko Digital ED 60mm 1:2.8 Macro
- Olympus M.Zuiko Digital ED 75mm 1:1.8
- Olympus M.Zuiko Digital ED 75-300mm 1:4.8-6.7
- Olympus M.Zuiko Digital ED 75-300mm 1:4.8-6.7 II

- Panasonic Lumix G Vario 7-14mm 1:4.0 ASPH.
- Panasonic Lumix G Fisheye 8mm 1:3.5
- Panasonic Lumix G Vario 12-32mm 1:3.5-5.6 ASPH. Mega O.I.S.
- Panasonic Lumix G X 12-35mm 1:2.8 ASPH. Power O.I.S
- Panasonic Lumix G 12.5mm 1:12
- Panasonic Lumix G 14mm 1:2.5 ASPH.
- Panasonic Lumix G 14mm 1:2.5 II ASPH.
- Panasonic Lumix G Vario 14-42mm 1:3.5-5.6 ASPH. Mega O.I.S.
- Panasonic Lumix G X Vario PZ 14-42mm 1:3.5–5.6 ASPH. Power O.I.S
- Panasonic Lumix G Vario 14-42mm 1:3.5-5.6 II ASPH. Mega O.I.S.
- Panasonic Lumix G Vario 14-45mm 1:3.5-5.6 ASPH. Mega O.I.S.
- Panasonic Lumix G Vario HD 14-140mm 1:4.0-5.8 ASPH. Mega O.I.S.
- Panasonic Lumix G Vario 14-140mm 1:3.5-5.6 ASPH. Power O.I.S.
- Panasonic Leica DG Summilux 15mm 1:1.7 ASPH.
- Panasonic Lumix G Vario 20mm 1:1.7 ASPH.
- Panasonic Lumix G Vario 20mm 1:1.7 II ASPH.
- Panasonic Leica DG Summilux 25mm 1:1.4 ASPH.
- Panasonic Lumix G Macro 30mm 1:2.8 ASPH. Mega O.I.S.
- Panasonic Lumix G X Vario 35-100mm 1:2.8 Power O.I.S.
- Panasonic Lumix G Vario 35-100mm ASPH. 1:4.0-5.6 Mega O.I.S.
- Panasonic Leica DG Nocticron 42.5mm 1:1.2 ASPH. Power O.I.S.
- Panasonic Lumix G 42.5mm 1:1.7 ASPH. Power O.I.S.
- Panasonic Leica DG Macro-Elmarit 45mm 1:2.8 ASPH. Mega O.I.S.
- Panasonic Lumix G Vario 45-150mm 1:4.0-5.6 ASPH. Mega O.I.S.
- Panasonic Lumix G X Vario PZ 45-175mm 1:4.0-5.6 ASPH. Power O.I.S.
- Panasonic Lumix G Vario 45-200mm 1:4.0-5.6 ASPH. Mega O.I.S.
- Panasonic Lumix G Vario 100-300mm 1:4.0-5.6 Mega O.I.S.

### 마이크로 포서즈 카메라에서 컨트라스트 AF 기능을 정식으로 지원하는 포서즈 시스템 렌즈 (2010년 6월 현재)
- LEICA D VARIO-ELMAR 14-50mm f3.8-5.6 ASPH. MEGA O.I.S.
- LEICA D VARIO-ELMAR 14-150mm f3.5-5.6 ASPH. MEGA O.I.S.
- LEICA D SUMMILUX 25mm f1.4 ASPH.

- OLYMPUS Zuiko Digital ED 9-18mm f4.0-5.6
- OLYMPUS Zuiko Digital ED 14-42mm f3.5-5.6
- OLYMPUS Zuiko Digital 14-54mm f2.8-3.5 II
- OLYMPUS Zuiko Digital 25mm f2.8
- OLYMPUS Zuiko Digital ED 40-150mm f4.0-5.6
- OLYMPUS Zuiko Digital ED 70-300mm f4.0-5.6

파나소닉 G1, GH1, GF1 이외의 마이크로 포서즈 바디들은 이 렌즈 외에도 모든 포서즈 렌즈에서 AF 사용이 가능함

### 마이크로 포서즈 카메라에서 컨트라스트 AF를 정식으로 지원하지 않는 포서즈 시스템 렌즈 (2010년 6월 수정)
- OLYMPUS Zuiko Digital ED 7-14mm f4.0
- OLYMPUS Zuiko Digital ED 8mm f3.5 Fisheye
- OLYMPUS Zuiko Digital ED 11-22mm f2.8-3.5
- OLYMPUS Zuiko Digital ED 12-60mm f2.8-4.0 SWD
- OLYMPUS Zuiko Digital ED 14-35mm f2.0 SWD
- OLYMPUS Zuiko Digital 14-45mm f3.5-5.6
- OLYMPUS Zuiko Digital 14-54mm f2.8-3.5
- OLYMPUS Zuiko Digital 17.5-45mm f3.5-5.6
- OLYMPUS Zuiko Digital ED 18-180mm f3.5-6.3
- OLYMPUS Zuiko Digital 35mm f3.5 Macro
- OLYMPUS Zuiko Digital ED 35-100mm f2.0
- OLYMPUS Zuiko Digital ED 50mm f2.0 Macro
- OLYMPUS Zuiko Digital 40-150mm f3.5-4.5
- OLYMPUS Zuiko Digital ED 50-200mm f2.8-3.5
- OLYMPUS Zuiko Digital ED 50-200mm f2.8-3.5 II SWD
- OLYMPUS Zuiko Digital ED 90-250mm f2.8
- OLYMPUS Zuiko Digital ED 150mm f2.0
- OLYMPUS Zuiko Digital ED 300mm f2.8

- SIGMA 10-20mm f4-5.6 EX DC HSM
- SIGMA 18-50mm f2.8 EX DC MACRO
- SIGMA 18-50mm f3.5-5.6 DC
- SIGMA 18-125mm f3.5-5.6 DC
- SIGMA 24mm f1.8 EX DG ASPHERICAL MACRO
- SIGMA 30mm f1.4 EX DC HSM
- SIGMA 50mm f1.4 EX DG HSM
- SIGMA 50-500mm f4-6.3 APO EX DG HSM
- SIGMA 55-200mm f4-5.6 DC
- SIGMA 70-200mm f2.8 Ⅱ APO EX DG MACRO HSM
- SIGMA 105mm f2.8 EX DG MACRO
- SIGMA 135-400mm f4.5-5.6 APO DG
- SIGMA 150mm f2.8 APO EX DG HSM MACRO
- SIGMA 300-800mm f5.6 APO EX DG HSM

- LEICA D VARIO-ELMARIT 14-50mm f2.8-3.5 ASPH. MEGA O.I.S.

### 마이크로포서즈 마운트에 어덥터 없이 장착하는 서드 파트의 렌즈 목록
- Sigma 19mm 1:2.8 EX DN
- Sigma ART 19mm 1:2.8 EX DN
- Sigma 30mm 1:2.8 EX DN
- Sigma ART 30mm 1:2.8 EX DN
- Sigma ART 60mm 1:2.8 DN

- Voigtländer NOKTON 17.5mm 1:0.95
- Voigtländer NOKTON 17.5mm 1:0.95
- Voigtländer NOKTON 25mm 1:0.95
- Voigtländer NOKTON 42.5mm 1:0.95

- Tokina Reflex 300mm 1:6.3 MF Macro

## 같이 보기
- 포서즈 시스템
- 미러리스 카메라